# Zawita
Zawita (biał. Завітая; ros. Завитая) – wieś na Białorusi, w obwodzie mińskim, w rejonie nieświeskim, w sielsowiecie Horodziej.

## Historia
W dwudziestoleciu międzywojennym dwie wsie: Zawita I (cz. północna) i Zawita II (cz. południowa) leżące w Polsce, w województwie nowogródzkim, w powiecie nieświeskim, w gminie Horodziej. Demografia w 1921 przedstawiała się następująco:
- Zawita I – 290 mieszkańców, zamieszkałych w 53 budynkach, w tym 226 prawosławnych i 64 rzymskich katolików
- Zawita II – 130 mieszkańców, zamieszkałych w 26 budynkach, w tym 85 prawosławnych i 45 rzymskich katolików

Obie miejscowości zamieszkiwali wyłącznie Polacy.
Po II wojnie światowej w granicach Związku Sowieckiego. Od 1991 w niepodległej Białorusi.
W Zawicie urodził się Atanazy (Martos) – biskup Rosyjskiego Kościoła Prawosławnego poza granicami Rosji.